# Banco de Lima
El Banco de Lima fue un banco peruano que solamente operaba para la ciudad de Lima. Además también tenía su propia mascota que era un león, que venía como las alcancías.

## Historia
Fue fundado en el año de 1869, después de varios largos años fue adquirido por la familia Brescia, luego en el año de 1980 pasó a la administración del banco francés el Crédit Lyonnais, y luego en 1994 se empezó a llamarse Banco de Lima Sudameris (al ser vendido al Banco Sudameris, por el Grupo Olaechea), en la cual después se fusionó con el Banco Wiese del Grupo Wiese en el año 1998.
Para el año 2006, la mayoría de las acciones, pertenecientes a Intesa Sanpaolo, fueron vendidas a al banco canadiense Scotiabank, que absorbió el banco junto con el Banco Sudamericano, desapareciendo así el Banco Wiese.